# 2008 en Colombie
2006 en Colombie - 2007 en Colombie - 2008 en Colombie - 2009 en Colombie - 2010 en Colombie
2006 par pays en Amérique - 2007 par pays en Amérique - 2008 par pays en Amérique - 2009 par pays en Amérique - 2010 par pays en Amérique

## Chronologie

### Janvier 2008

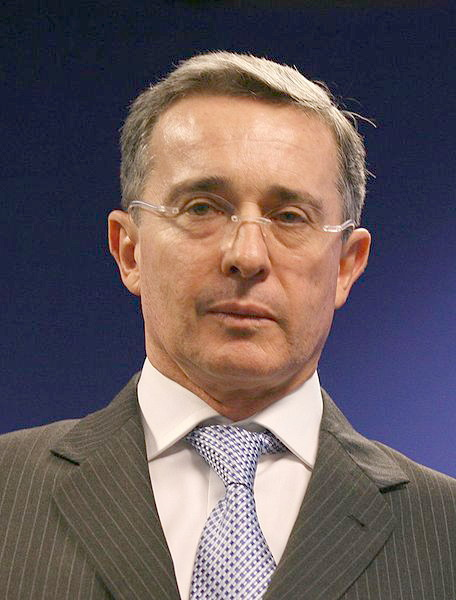
Alvaro Uribe

- Jeudi 10 janvier 2008 : Clara Rojas et l'ancien député, Consuelo González de Perdomo, otages des FARC (Forces armées révolutionnaires de Colombie) sont libérées et remis aux émissaires du Président vénézuélien Hugo Chávez. Leur libération, initialement prévue fin décembre, avait alors capoté.

### Février 2008
- Lundi 18 février 2008 : Un chef des FARC, Heli Mejia, alias "Martin Sombra" est capturé dans le département de Boyaca (centre).

- Mercredi 27 février 2008 : Quatre otages sont libérés par les FARC. L'un d'eux, un ancien policier du nom de Luis Eladio Pérez affirme avoir rencontré Íngrid Betancourt le 4 février et qu'elle lui était apparue malade et « très mal traitée par la guérilla ».

### Mars 2008
- Samedi 1er mars 2008 : L'armée colombienne, lors d'un bombardement d'un camp des FARC dans la jungle aux confins de l'Équateur, a tué l'un des dirigeants historiques de la guérilla mafieuse, Raúl Reyes. Cette opération, logistiquement soutenue par l'armée américaine, a pu être menée rapidement à la suite de la localisation géographique d'une communication par téléphone satellitaire. Seize autres membres de sa garde rapprochée ont été tués dont le guérillero guitariste Julian Conrado, autre membre de l'état-major des FARC. L'opération s'est poursuivie sur le territoire équatorien sur 1 800 mètres.

- Mardi 4 mars 2008 :
  - Dans une déclaration devant la conférence sur le désarmement des Nations unies, le vice-président Francisco Santos affirme que les « Farc négociaient l'achat de matériaux radioactifs, matière première des armes sales de destruction massive et du terrorisme » et que l'analyse du contenu des ordinateurs de Raúl Reyes démontre les liens étroits entre la guérilla et les gouvernements vénézuélien et équatorien, en particulier avec le ministre de l'Intérieur équatorien, Gustavo Larrea. Le gouvernement vénézuélien aurait livré des armes et versé 200 millions de dollars aux Farc en 2007. Les documents trouvés révèleraient aussi que Hugo Chávez aurait été aidé financièrement par les Farcs après l'échec de son coup d'État de 1992[1]. Le Président Álvaro Uribe révèle qu'il allait demander à la Cour pénale internationale de La Haye de poursuivre Hugo Chávez pour « financement de génocide ».
  - Les Farc affirment que Raúl Reyes était en train d'organiser une entrevue avec le Président Nicolas Sarkozy afin de « rechercher des solutions pour parvenir à régler la situation d'Ingrid Betancourt ».

- Vendredi 7 mars 2008 : Un nouveau membre de l'État-major des Farc, Iván Ríos (env. 40 ans), a été tué par l'armée colombienne lors d'une opération dans le Nord-Ouest du pays. Il était considéré comme le principal cadre militaire de l'organisation de guérilla terroriste et marxiste. Il ne resterait plus que trois chefs sur les sept historiques (Manuel Marulanda, Alfonso Cano et Mono Jojoy).

- Dimanche 9 mars 2008 : Au sommet du Groupe de Rio, réunissant à Saint-Domingue vingt pays latino-américains, spectaculaire réconciliation entre le colombien Álvaro Uribe, le vénézuélien Hugo Chávez et l'équatorien Rafael Correa, mais les contentieux demeurent. La déclaration de Saint-Domingue adoptée à l'unanimité dénonce « la violation de l'intégrité territoriale de l'Équateur » et salue « les pleines excuses du président Alvaro Uribe » ainsi que « son engagement pour que de pareils actes ne se reproduisent en aucune circonstance ». Les signataires promettent que combattre les menaces de groupes irréguliers ou d'organisations criminelles, en particulier celles liées au narcotrafic, considérées comme terroristes par la Colombie.

- Vendredi 21 mars 2008 : Mort probable du chef historique des FARC, Manuel Marulanda. Cet évènement ne sera annoncé que bien plus tard.

- Mardi 25 mars 2008 : 
  - Le Président Nicolas Sarkozy, se fondant sur des rumeurs alarmistes, lance un appel à Marulanda, lui demandant de faire libérer Íngrid Betancourt compte tenu de son état de santé. Il annonce aussi l'envoi d'un avion et d'une équipe médicale.
  - Date probable de la mort du chef historique des FARC, Manuel Marulanda, ce qui ne sera révélé que deux mois après.

- Jeudi 27 mars 2008 : Trente kilos d'uranium appauvri ont été saisis dans le sud de Bogota. Ce stock pourrait faire partie du stock de cinquante tonnes évoqué par un document trouvé dans l'ordinateur de Raul Reyes et qui devait être vendu au marché noir par les Farc pour se procurer de l'argent.

### Avril 2008
- Mercredi 2 avril 2008 : Début de la mission humanitaire en faveur d'Íngrid Betancourt. Une opération secrète, délicate et sans garantie de succès selon la présidence de la République française. Un avion sanitaire médicalisé est affecté à l'opération.

- Vendredi 4 avril 2008 : Dans un communiqué publié le 8, les Farc rejettent tout perspective de libération d'Ingrid Betancourt la considérant comme "une insulte aux espérances des familles des prisonniers".

- Mercredi 9 avril 2008 : Selon les informations trouvées dans l'ordinateur de Raul Reyes, le président Vénézuélien Hugo Chávez aurait versé 300 M.$ aux FARC à l'automne 2007.

- Dimanche 13 avril 2008 : Le Haut-commissaire pour la paix Luis Carlos Restrepo affirme dans le quotidien El Tiempo qu'Íngrid Betancourt n'est pas en danger de mort imminente en dépit de ses maladies chroniques et de problèmes de santé sérieux.

- Mardi 24 avril 2008 : Le procureur général auprès de la Cour suprême fait arrêter, Mario Uribe, cousin du président et ancien président du Sénat, pour ses liens présumés avec des groupes paramilitaires d'extrême-droite et pour des irrégularités dans une affaire d'achat de terres.

### Mai 2008
- Mardi 13 mai 2008 : le président Álvaro Uribe crée la surprise en faisant extrader treize des principaux chefs paramilitaires d'extrême-droite et le narcotrafiquant Martin Torregrosa, vers les États-Unis où ils sont recherchés pour trafic de drogue. Des agents de la DEA les ont pris en charge sur le tarmac de l'aéroport de la base militaire de Catam près de Bogota. Les tribunaux de Miami et de New York les accusent d'avoir introduit dans le pays des centaines de kilos de cocaïne. Leurs avocats colombiens protestent de n'avoir pas été informés de l'opération et l'opposition accuse le président de se débarrasser des chefs paramilitaires pour entraver les enquêtes en cours de la justice sur leurs liens avec certains députés de sa majorité.

- Mercredi 14 mai 2008 : 
  - L'analyse du matériel informatique récupéré le 1er mars après la mort de Raul Reyes, le N°2 des FARC, prouverait l'existence de relations suspectes, suivies et étroites entre les rebelles colombiens, l'Équateur de Rafael Correa et le Venezuela d'Hugo Chávez. Sur les trois ordinateurs, deux disques durs externes et deux clés USb, les analystes ont trouvé quelque 765 gigaoctets de données informatiques détaillant le fonctionnement des FARC, ses négoces, ses amitiés et ses alliances, y compris aides logistiques, approvisionnement en armes et alliances politiques. Par exemple, Rafael Correa aurait bien reçu des dollars donnés par les FARC pour sa campagne électorale de 2006 et Hugo Chavez aurait bien financé les FARC grâce à des ventes de pétrole et se serait engagé à verser 300 millions de dollars à la guérilla pour financer son "plan stratégique" de déstabilisation et de prise de pouvoir. Un des chefs des FARC, Ivan Marquez a été reçu le 7 novembre 2007 au palais présidentiel à Caracas.
  - Parmi les 26 morts trouvés dans le campement de Raul Reyes gisaient quatre universitaires (un Équatorien et quatre Mexicains), une autre, universitaire mexicaine, Lucia Morett, blessée avait réussi à s'enfuir. Il s'agit d'un groupe de chercheurs de l'Université de Mexico (UNAM) venu assister au congrès de la Coordination continentale bolivarienne (CCB), une organisation supranationale d'une centaine d'organisations de l'extrême gauche latino-américaine appartenant à 17 pays et solidaire de la lutte des FARC. Selon le gouvernement colombien, leur présence est la preuve de l'existence d'un réseau continental de soutien à la guérilla et de la réalité de cellules clandestines dans divers pays.
  - Plus récemment le quotidien espagnol El País a accusé Hugo Chávez d'avoir proposé aux FARC de l'aider à s'approvisionner en armes, notamment en missiles sol-air pour abattre l'aviation colombienne. Depuis longtemps, le Venezuela est aussi accusé de servir de base de repli aux FARC (campements et nombreuses facilités). Selon l'hebdomadaire colombien Semana, un général proche d'Hugo Chavez aurait ordonné en 2007, la torture et l'assassinat de deux espions colombiens arrêtés au Venezuela et certains membres des groupes paramilitaires pro-Chavez se fondraient dans les FARC et utiliseraient la Colombie comme terrain d'entraînement à la guérilla, en prévision d'une invasion américaine.

- Jeudi 15 mai 2008 : 
  - Selon le secrétaire général d'Interpol, Ronald Noble, les fichiers informatiques extraits des ordinateurs du n°2 des FARC, Raul Reyes, n'ont pas été manipulés par le gouvernement colombien et sont authentiques :  « Nos experts n'ont décelé aucune altération des données figurant sur ces ordinateurs ». Désormais le gouvernement colombien s'oppose plus que jamais à tout contact entre le Venezuela, l'Équateur et les FARC.
  - Le président vénézuélien Hugo Chávez et le président équatorien Rafael Correa affirmaient que les fichiers étaient fabriqués de toutes pièces. Le président Chavez qualifie de « spectacles de clown » la divulgation du rapport d'Interpol et traite Ronald Noble de « vagabond international », selon lui les ordinateurs ont été placés dans le campement de Raul Reyes par la police colombienne et il accuse les militaires colombiens d'avoir achevé plusieurs guérilleros blessés au cours de l'opération.

- Lundi 19 mai 2008 : un des chefs de FARC s'est rendu avant d'être abattu. Il s'agit de Nelly Avila Moreno, alias « Karina », âgée de 45 ans, elle est responsable de nombreux massacres depuis les débuts des années 1980, dans le cadre du très actif Front 47 dans l'Antioquia. C'est cette unité qui avait subi un grave revers avec l'assassinat de son chef Ivan Rios tué par un de ses gardes du corps qui s'était rendu en emportant la main coupée et l'ordinateur de son chef. Depuis les désertions s'étaient multipliées dans le secteur.

- Jeudi 22 mai 2008 : le président Álvaro Uribe se déclare prêt à accueillir sur son territoire une base militaire américaine, alors que dans le même temps le président équatorien Rafael Correa a déclaré vouloir mettre un terme au bail de la base militaire de Manta.

- Samedi 24 mai 2008 : le gouvernement annonce la mort du chef historique des FARC, Manuel Marulanda, confirmée le lendemain par le mouvement rebelle. De fait, il serait mort d'une crise cardiaque depuis le 25 mars 2008. Il est remplacé à la tête du mouvement guérillero par Guillermo Sáenz, alias Alfonso Cano, idéologue des FARC.

### Juin 2008
- Dimanche 8 juin 2008 : le président vénézuélien Hugo Chávez appelle les FARC à déposer les armes estimant qu'«il n'y a plus de place en Amérique latine pour les mouvements guérilleros » et les exhorte à libérer tous les otages « sans condition ».

- Vendredi 27 juin 2008 : la Cour suprême de justice met en doute la légitimité du président Álvaro Uribe à postuler pour un troisième mandat présidentiel, car la réforme constitutionnelle de 2005 aurait été obtenue de manière illégale la parlementaire Yidis Medina dont le vote fut déterminant serait coupable de corruption passive. Le président, fort de sa popularité de 80 %, pourrait désormais utiliser la voix référendaire ce que dénonce Carlos Gaviria, le président du Pôle démocratique : « Uribe utilise le peuple comme un dictateur utiliserait l'armée ou la police. Il inaugure une dictature populiste ».

### Juillet 2008
- Mercredi 2 juillet 2008 : Opération Jaque, libération d'Íngrid Betancourt, prisonnière des FARC depuis plus de six ans, et sauvée grâce à une intervention héliportée de l'armée colombienne.

### Octobre 2008
- 26 octobre - L'otage Óscar Tulio Lizcano,est libéré par les FARC[2].

### Novembre 2008
- Samedi 22 novembre 2008 : l'éruption d'un volcan dans le sud-ouest du pays provoque des avalanches qui ont causé la mort d'au moins dix personnes (photos).

- Vendredi 28 novembre 2008 : grand rassemblement à Madrid en faveur de la libération de tous les otages détenus en Colombie. Íngrid Betancourt demande aux Farc de déposer les armes alors qu'à son appel des milliers de Colombiens défilent dans quelque 200 villes de leur pays.

### Décembre 2008
- Lundi 1er décembre 2008 : selon le SNPDA (Système national de prévention et de réaction aux catastrophes), le bilan des intempéries dues à la saison des pluies a causé la mort de 59 personnes, 9 disparues, 80 blessées et 750 000 sinistrés.

- Dimanche 7 décembre 2008 : deux membres d'une mission médicale sont tués par l'explosion d'une bombe posée par les FARC à proximité de leur véhicule dans le sud du pays.

- Mardi 9 décembre 2008 : le président Álvaro Uribe à l'occasion du départ vers la France de l'ex-membre des FARC, Wilson Bueno Largo, lance un nouvel appel aux membres des FARC à déserter les rangs de la rébellion marxiste avec les otages dont ils ont la garde, en échange d'un asile à l'étranger et d'une récompense : « Je veux ici lancer un appel aux Farc. Qu'est-ce qui leur plaît le plus? Vivre dans la forêt en maltraitant des otages ou se réconcilier avec leur conscience, abandonner le terrorisme […] et permettre aux kidnappés de retrouver la liberté ? »

- Vendredi 12 décembre 2008 : le narcotrafiquant colombien Diego Montoya, alias « Don Diego », dont le cartel a exporté jusqu'à 70 % de la cocaïne vendue aux États-Unis et en Europe, est extradé vers la Floride.

- Lundi 15 décembre 2008 : selon la Défense civile, les pluies ont causé la mort de 153 personnes, fait 27 disparus, 227 blessés et 1,5 million de sinistrés depuis le début de l'année. Selon les météorologues, l'intensité des pluies tout au long de l'année 2008 peut s'expliquer par le phénomène climatique "La Nina", caractérisé par le refroidissement des eaux du Pacifique.

- Dimanche 21 décembre 2008 : les FARC annoncent la libération unilatérale de six otages — deux responsables politiques et quatre membres des forces de sécurité.

- Mercredi 24 décembre 2008 : le ministre des Finances Oscar Ivan Zuluaga annonce le gel de 1,367 milliard US$ de lignes budgétaires 2009 en raison de la crise financière internationale, mais sans affecter les programmes sociaux ni la lutte contre les FARC.

- Jeudi 25 décembre 2008 : 
  - Une importante opération militaire et policière a été lancée dans les environs de la localité de Cubarral (département de Meta), à 160 km au sud-est de Bogota, pour tenter de libérer dix paysans enlevés samedi dernier par des membres des FARC.
  - Le parquet anti-corruption espagnol a ouvert une enquête sur la distribution en Espagne de fonds de la société d'investissement de Bernard Madoff pour savoir si ceux qui ont distribué des produits financiers liés aux fonds Madoff en Espagne étaient au courant de la fraude présumée. Parmi eux figure le financier colombien Andrés Piedrahita, représentant de la société « Fairfield Greenwich Advisors », la plus exposée à l'affaire Madoff avec 7,5 milliards de dollars de pertes potentielles.